# Sarcops
Sarcops (kaalkopspreeuwen) is een geslacht van zangvogels uit de familie  spreeuwen (Sturnidae). Er is één soort:
- Sarcops calvus  –  Kaalkopspreeuw